# Гайек, Ян
Ян Гайек (чеш. Jan Hájek; родился 7 августа 1983 года в Оломоуце, Чехословакия) — чешский профессиональный теннисист; обладатель Кубка Дэвиса (2013) в составе национальной сборной Чехии; победитель одного турнира ATP в парном разряде.

## Общая информация
Ян — один из двух детей Сватоплука Гайека и Евы Гайековой; его младшую сестру зовут Радка. Отец семейства — теннисный тренер, мать — школьный учитель.
Чех в теннисе с шести лет; любимое покрытие — грунт; лучший удар — бэкхенд.

## Спортивная карьера
В профессиональном теннисе с 2000 года. В том же году выиграл первый турнир из серии «фьючерс». Следующий выиграл в 2001 году. В 2002 году он выигрывает уже три «фьючерса» в одиночном и три «фьючерса» в парном разряде. Следующие успехи пришли к нему в 2005 году, когда он выиграл два «фьючерса». В 2006 году стартовав в рейтинге ATP на 355-м месте к концу сезона Гайек смог подняться на 76-е место. В том сезоне он выиграл первые турниры серии «челленджер». Произошло это на турнирах в Барлетте, Простеёве, Брауншвейге, Познань, а также в парном разряде в Бергамо. В августе 2006 года Ян дебютировал в соревнованиях ATP-тура, выступив на турнире в Нью-Хейвене, где в первом раунде уступил Марку Жикелю. Затем он дебютировал на турнире серии Большого шлема Открытом чемпионате США, где вышел во второй раунд, победив соотечественника Лукаша Длоуги.
В 2007 году, благодаря тому, что в рейтинге он входил в Топ-100, Гайек первую половину сезона регулярно выступал на турнирах ATP-тура. Он дебютировал на всех турнирах Большого шлема, а на Открытом чемпионате Франции ему удалось выйти в третий раунд, выиграв у Томаса Юханссона и Богдана Улиграха. В матче третьего раунда против Маркоса Багдатиса он не доиграл матч при счете 2-6, 2-6 в пользу киприота из-за травмы плеча. В этом сезоне выступил в составе Чехии на неофициальном Командном кубке мира, где его команде удалось дойти до финала, а Гайеку выиграть три встречи из четырёх. Также в апреле 2007 года впервые вышел в финал турнира ATP в парах. Произошло это в Мюнхене, где он выступал совместно с Ярославом Левинским. В 2008 году, опустившись в рейтинге в шестую сотню выиграл лишь один «фьючерс» и один титул в паре на «челленджере» в Дюссельдорфе.
В сезоне 2009 года выиграл три «челленджера» в одиночном (в Остраве, Простеёве и Фройденштадте) и два в парном разряде. В сентябре он дебютировал в составе Сборной Чехии в полуфинале Кубка Дэвиса против Хорватии. Свой матч против Роко Каранушича он выиграл 7-6(4), 6-4. В финале против сборной Испании он сыграл 4-й по счёту матч с Рафаэлем Надалем он проиграл. К тому моменту Чехия уже лишилась шансов на победу в финале. В мае 2010 года Гайек выиграл в третий раз в карьере «челленджер» в Простеёве.
В июне 2012 года выигрывает «челленджер» в Марбурге. В июле того же года он смог выйти в полуфинал на турнире в Бостаде, где в борьбе за попадание в решающий матч уступает № 10 в рейтинге на тот момент Николасу Альмагро. В феврале 2013 года ему удается выйти в четвертьфинал на турнире в Монпелье. В мае до той же стадии доходит на турнире в Дюссельдорфе. В июле ему удалось, пройдя квалификационный отбор попасть в основной турнир в Гамбурге. На турнире он смог выиграть Лукаша Кубота и Эрнеста Гулбиса и вышел в третий раунд, где уступил № 5 Роджеру Федереру. В августе 2013 года Гайек выиграл «челленджер» в Мербуше.
В начале 2014 года выиграл первый титул на турнирах ATP. Гайеку удалось это сделать в парном разряде в Дохе, где он одержал победу в паре со своим соотечественником Томашем Бердыхом.

## Рейтинг на конец года
| Год  | Одиночный рейтинг | Парный рейтинг |
| 2014 | 387               | 242            |
| 2013 | 106               | 800            |
| 2012 | 106               | 481            |
| 2011 | 141               | 203            |
| 2010 | 95                | 461            |
| 2009 | 103               | 278            |
| 2008 | 475               | 451            |
| 2007 | 245               | 413            |
| 2006 | 76                | 336            |
| 2005 | 352               | 225            |
| 2004 | 587               | 447            |
| 2003 | 322               | 299            |
| 2002 | 217               | 333            |
| 2001 | 406               | 799            |
| 2000 | 648               | 862            |

## Выступления на турнирах

### Финалы челленджеров и фьючерсов в одиночном разряде (31)

#### Победы (19)
| Условные обозначения |
| Челленджеры (10+5)   |
| Фьючерсы (9+3)       |

| Титулы по покрытиям | Титулы по месту проведения матчей турнира |
| ------------------- | ----------------------------------------- |
| Хард (2+1)          | Зал (1+1)                                 |
| Грунт (17+7)        | Зал (1+1)                                 |
| Трава (0)           | Открытый воздух (18+7)                    |
| Ковёр (0)           | Открытый воздух (18+7)                    |

| №   | Дата            | Турнир                        | Покрытие | Соперник в финале        | Счёт           |
| 1.  | 29 октября 2000 | Негрил, Ямайка                | Хард     | Йохан Ортегрен           | 6-3 6-1        |
| 2.  | 22 июля 2001    | Ружомберок, Словакия          | Грунт    | Юрай Хашко               | 6-4 6-7(2) 7-5 |
| 3.  | 16 июня 2002    | Гдыня, Польша                 | Грунт    | Мариуш Фирстенберг       | 6-3 1-6 6-2    |
| 4.  | 21 июля 2002    | Нове-Замки, Словакия          | Грунт    | Ладислав Шварц           | 6-1 6-2        |
| 5.  | 18 августа 2002 | Жилина, Словакия              | Грунт    | Давид Новак              | 6-1 6-4        |
| 6.  | 12 января 2003  | Кала-Ратхада, Испания         | Грунт    | Мариано Альберт-Феррандо | 4-2 — отказ    |
| 7.  | 29 мая 2005     | Яблонец-над-Нисоу, Чехия      | Грунт    | Томаш Ецминек            | 6-4 6-2        |
| 8.  | 6 ноября 2005   | Фридлант-над-Остравици, Чехия | Хард(i)  | Лукаш Лацко              | 1-6 7-5 6-4    |
| 9.  | 26 марта 2006   | Барлетта, Италия              | Грунт    | Стефано Гальвани         | 6-2 6-1        |
| 10. | 10 июня 2006    | Простеёв, Чехия               | Грунт    | Доминик Хрбаты           | 6-3 5-7 6-2    |
| 11. | 25 июня 2006    | Брауншвейг, Германия          | Грунт    | Фернандо Висенте         | 6-1 6-3        |
| 12. | 16 июля 2006    | Познань, Польша               | Грунт    | Илья Бозоляц             | 6-4 6-3        |
| 13. | 5 октября 2008  | Порту, Португалия             | Грунт    | Душан Лойда              | 6-0 7-6(2)     |
| 14. | 3 мая 2009      | Острава, Чехия                | Грунт    | Иван Додиг               | 7-5 6-1        |
| 15. | 6 июня 2009     | Простеёв, Чехия               | Грунт    | Стив Дарси               | 6-2 1-6 6-4    |
| 16. | 6 сентября 2009 | Фройденштадт, Германия        | Грунт    | Лоран Рекудерк           | 2-6 6-3 7-6(5) |
| 17. | 5 июня 2010     | Простеёв, Чехия               | Грунт    | Радек Штепанек           | 6-0 — отказ    |
| 18. | 1 июля 2012     | Марбург, Германия             | Грунт    | Андреас Хайдер-Маурер    | 6-2 6-2        |
| 19. | 18 августа 2013 | Мербуш, Германия              | Грунт    | Йессе Хута Галунг        | 6-3 6-4        |

#### Поражения (12)
| №   | Дата            | Турнир                   | Покрытие | Соперник в финале        | Счёт              |
| 1.  | 16 апреля 2001  | Каир, Египет             | Грунт    | Петр Дезорт              | 4-6 4-6           |
| 2.  | 3 июня 2001     | Яблонец-над-Нисоу, Чехия | Грунт    | Дидак Перес-Минарро      | 6-2 4-6 2-6       |
| 3.  | 2 сентября 2001 | Вроцлав, Польша          | Грунт    | Мариуш Фирстенберг       | 3-6 4-6           |
| 4.  | 12 мая 2002     | Вальденго, Италия        | Грунт    | Андрес Деллаторре        | 3-6 2-6           |
| 5.  | 7 июля 2002     | Братислава, Словакия     | Грунт    | Михал Навратил           | 4-6 3-6           |
| 6.  | 1 февраля 2003  | Кала-Ратхада, Испания    | Грунт    | Мариано Альберт-Феррандо | 3-6 1-6           |
| 7.  | 14 мая 2006     | Прага, Чехия             | Грунт    | Робин Вик                | 4-6 6-7(4)        |
| 8.  | 7 апреля 2007   | Монца, Италия            | Грунт    | Вернер Эшауэр            | 0-6 0-3 — отказ   |
| 9.  | 21 июня 2009    | Бытом, Польша            | Грунт    | Лоран Рекудерк           | 3-6 4-6           |
| 10. | 5 июня 2010     | Марбург, Германия        | Грунт    | Бьорн Фау                | 4-6 6-2 3-6       |
| 11. | 6 мая 2012      | Острава, Чехия           | Грунт    | Жонатан Даньер де Вежи   | 5-7 2-6           |
| 12. | 9 июня 2012     | Простеёв, Чехия          | Грунт    | Флориан Майер            | 6-7(1) 6-3 6-7(3) |

### Финалы турнировATPв парном разряде (2)

#### Победы (1)
| Титулы                     |
| -------------------------- |
| Турниры Большого Шлема (0) |
| Финал Мирового тура (0)    |
| ATP Masters 1000 (0)       |
| ATP 500 (0)                |
| ATP 250 (0+1)              |

| Титулы по покрытиям | Титулы по месту проведения матчей турнира |
| ------------------- | ----------------------------------------- |
| Хард (0+1)          | Зал (0)                                   |
| Грунт (0)           | Зал (0)                                   |
| Трава (0)           | Открытый воздух (0+1)                     |
| Ковёр (0)           | Открытый воздух (0+1)                     |

| №  | Дата          | Турнир      | Покрытие | Партнёр      | Соперники в финале          | Счёт    |
| 1. | 5 января 2014 | Доха, Катар | Хард     | Томаш Бердых | Александр Пейя Бруно Соарес | 6-2 6-4 |

#### Поражения (1)
| №  | Дата       | Турнир           | Покрытие | Партнёр           | Соперники в финале              | Счёт    |
| 1. | 6 мая 2007 | Мюнхен, Германия | Грунт    | Ярослав Левинский | Филипп Кольшрайбер Михаил Южный | 1-6 4-6 |

### Финалы челленджеров и фьючерсов в парном разряде (19)

#### Победы (8)
| №  | Дата            | Турнир                 | Покрытие | Партнёр          | Соперники в финале              | Счёт            |
| 1. | 5 мая 2002      | Сиди-Фредж, Алжир      | Грунт    | Ян Мертль        | Тала Уахаби Абделхак Хамерлен   | 6-1 6-1         |
| 2. | 14 июля 2002    | Прьевидза, Словакия    | Грунт    | Игорь Брукнер    | Франтишек Бабей Бранислав Секач | 6-3 4-3 — отказ |
| 3. | 21 июля 2002    | Нове Замки, Словакия   | Грунт    | Игорь Брукнер    | Николай Мишин Виталий Чвец      | 7-5 7-6(4)      |
| 4. | 30 апреля 2006  | Бергамо, Италия        | Грунт    | Ярослав Поспишил | Томас Тенкони Марсело Чарпентье | 6-2 6-2         |
| 5. | 7 сентября 2008 | Дюссельдорф, Германия  | Грунт    | Томаш Зиб        | Игорь Зеленай Лукаш Росол       | 1-6 6-2 [10-7]  |
| 6. | 3 мая 2009      | Острава, Чехия         | Грунт    | Робин Вик        | Матус Горечный Томаш Янци       | 6-2 6-4         |
| 7. | 6 сентября 2009 | Фройденштадт, Германия | Грунт    | Душан Карол      | Мартин Клижан Адиль Шамасдин    | 4-6 6-4 [10-5]  |
| 8. | 19 ноября 2011  | Братислава, Словакия   | Хард(i)  | Лукаш Лацко      | Лукаш Росол Давид Шкох          | 7-5 7-5         |

#### Поражения (11)
| №   | Дата            | Турнир                   | Покрытие | Партнёр        | Соперники в финале                                  | Счёт           |
| 1.  | 3 сентября 2000 | Лодзь, Польша            | Грунт    | Мариан Лейсек  | Игорь Брукнер Петр Дезорт                           | 1-6 4-6        |
| 2.  | 13 апреля 2001  | Каир, Египет             | Грунт    | Томаш Ецминек  | Ярослав Левинский Михал Навратил                    | 4-6 4-6        |
| 3.  | 20 января 2002  | Кала-Ратхада, Испания    | Грунт    | Йонут Молдован | Сальвадор Наварро-Гутьеррес Габриэль Трухильо-Солер | 2-6 2-6        |
| 4.  | 3 февраля 2002  | Кала-Ратхада, Испания    | Грунт    | Михал Навратил | Сальвадор Наварро-Гутьеррес Габриэль Трухильо-Солер | 1-6 0-6        |
| 5.  | 29 апреля 2002  | Сиди-Фредж, Алжир        | Грунт    | Ян Мертль      | Маттео Колла Оскар Эрнандес Перес                   | 2-6 4-6        |
| 6.  | 26 мая 2002     | Мост, Чехия              | Грунт    | Ян Мертль      | Ян Масик Радован Светлик                            | Без игры       |
| 7.  | 2 июня 2002     | Яблонец-над-Нисоу, Чехия | Грунт    | Ян Мертль      | Даниэль Лустиг Ладислав Храмоста                    | 1-6 6-7(2)     |
| 8.  | 9 марта 2003    | Киото, Япония            | Ковёр(i) | Джимми Ван     | Энди Рам Амир Хадад                                 | 6-3 3-6 1-6    |
| 9.  | 5 июня 2005     | Простеёв, Чехия          | Грунт    | Ян Масик       | Лукаш Длоуги Давид Шкох                             | 7-5 3-6 6-7(5) |
| 10. | 21 июня 2009    | Бытом, Польша            | Грунт    | Душан Карол    | Пабло Сантос-Гонсалес Габриэль Трухильо-Солер       | 3-6 6-7(3)     |
| 11. | 5 октября 2014  | Анталья, Турция          | Хард     | Барис Эргуден  | Туна Алтуна Рамкумар Раманатхан                     | 4-6 2-6        |

### Финалы командных турниров (3)

#### Победы (1)
| №  | Год  | Турнир       | Команда                 | Соперник в финале                                      | Счёт в финале |
| -- | ---- | ------------ | ----------------------- | ------------------------------------------------------ | ------------- |
| 1. | 2013 | Кубок Дэвиса | Чехия Не играл в финале | Сербия И. Бозоляц, Н. Джокович, Н. Зимонич, Д. Лайович | 3-2           |

#### Поражения (2)
| №  | Год  | Турнир               | Команда                                        | Соперник в финале                                         | Счёт |
| 1. | 2007 | Командный Кубок мира | Чехия · Т. Бердых, М. Дамм, Я. Гайек           | Аргентина · Х. Акасусо, А. Кальери, Х. И. Чела, С. Прието | 1-2  |
| 2. | 2009 | Кубок Дэвиса         | Чехия Т. Бердых, Л.Длоуги, Я.Гайек, Р.Штепанек | Испания Ф.Вердаско, Ф. Лопес, Р.Надаль, Д.Феррер          | 0-5  |